# هاري فيليبس (عداء مراثوني)
هاري فيليبس (بالإنجليزية: Harry Phillips)‏ هو عداء مراثوني جنوب أفريقي، (و. 1885  م).

## وصلات خارجية
- هاري فيليبس على موقع أوليمبيديا (الإنجليزية)